# Saint-George
Saint-George je obec na jihozápadě Švýcarska v okrese Nyon v kantonu Vaud. Žije zde přibližně 1 000 obyvatel.

## Geografie

Letecký pohled (1964)

Saint-George leží v nadmořské výšce 936 m, vzdušnou čarou 15 km severně od okresního města Nyon. Obec se nachází v pramenné oblasti řeky Saubrette, na jižním svahu Jury, na úpatí hory Crêt de la Neuve.
Území obce o rozloze 12,3 km² pokrývá část Vaudského Jury v oblasti pramenů řeky Saubrette, která odvodňuje území do řeky Aubonne. Jižní část obce zaujímá údolí Saubrette, výšiny na úpatí Jury a Mont Chaubert (1090 m n. m.). Na severu se území obce rozkládá v hustě zalesněné oblasti Les Mossières a La Charbonnière až k antiklinále masivu Mont-Tendre. Jižně od Col du Marchairuz se nachází nejvyšší bod Saint-George ve výšce 1450 m n. m. V horní části se nacházejí dva údolí. Jedinou větší lesní mýtinou na hřebeni Jury je pastvina Pré de Rolle. V roce 1997 tvořila 5 % rozlohy obce zastavěná plocha, 76 % lesy a lesní porosty a 19 % zemědělství.
Saint-George zahrnuje osadu Maison Neuve (930 m n. m.) jižně od obce, několik rodinných domů a rekreačních objektů na svazích Mont Chaubert a několik samostatných farem. Sousedními obcemi jsou Gimel, Longirod a Le Chenit.

## Historie
První zmínka o obci pochází z roku 1153 a nese název Sancti-Georgii in Essartinis. Vesnice pochází z malého benediktinského převorství, které spadalo pod převorství Saint-Jean u Ženevy. Po dobytí Vaudu Bernem v roce 1536 bylo převorství sekularizováno a Saint-George přešlo pod správu panství Morges. Po pádu Staré konfederace patřila obec v letech 1798–1803 v období helvétského soustátí ke kantonu Léman, který byl poté po vstupu v platnost Ústavy o zprostředkování sloučen s kantonem Vaud. Roku 1798 byla přičleněna k okresu Aubonne.
Opevnění u Saint-George bylo postaveno během druhé světové války a je považováno za vojenskou památku regionálního významu.

## Obyvatelstvo
| Rok            | 1850 | 1900 | 1910 | 1930 | 1950 | 1960 | 1970 | 1980 | 1990 | 2000 |
| Počet obyvatel | 379  | 380  | 307  | 248  | 215  | 238  | 273  | 316  | 500  | 618  |

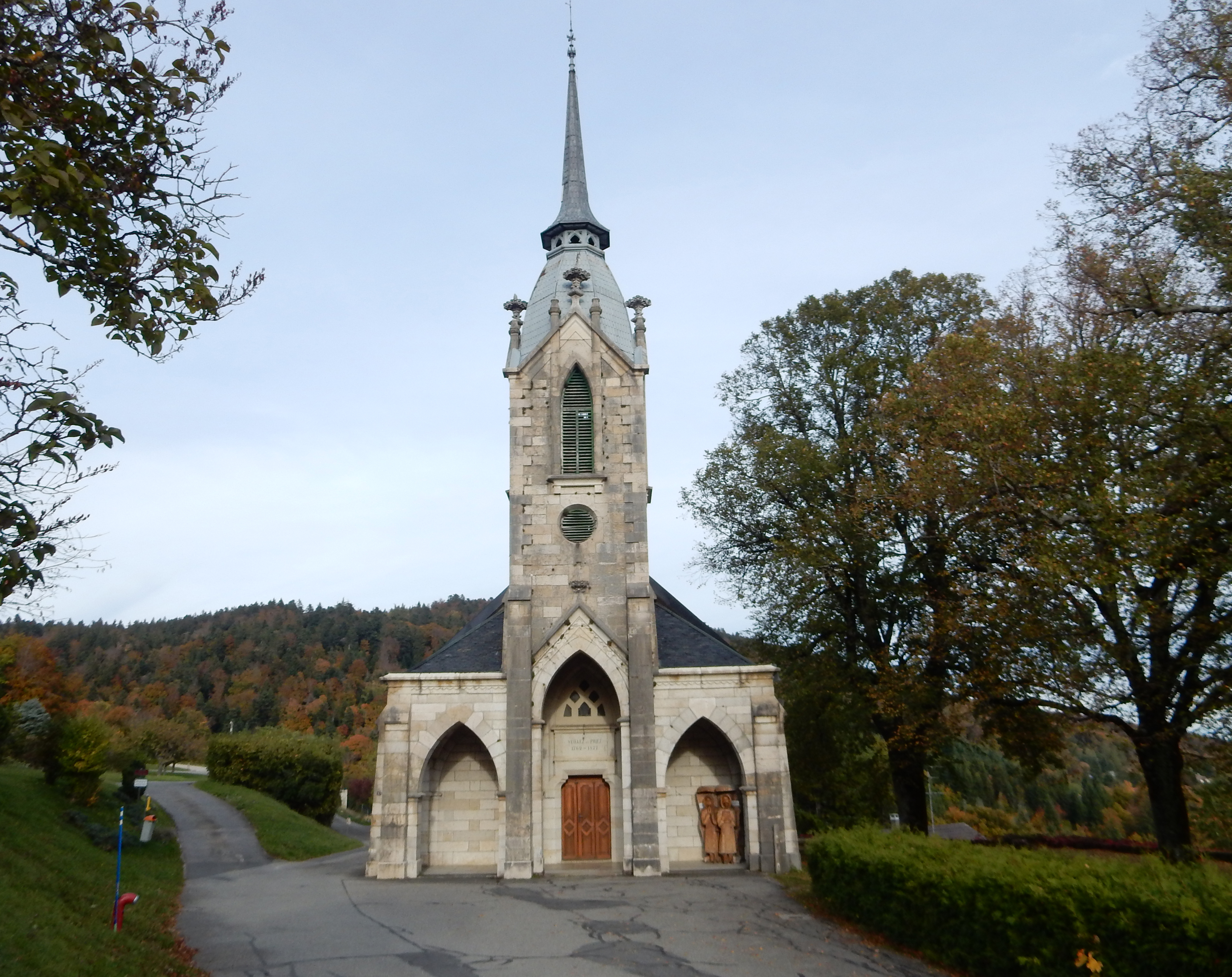
Protestantský kostel

Z celkového počtu obyvatel je 86,6 % francouzsky mluvících, 7,0 % německy mluvících a 3,2 % anglicky mluvících (stav v roce 2000). V roce 1900 žilo v Saint-George celkem 380 obyvatel. Poté, co do roku 1960 počet obyvatel klesl na 238, došlo od té doby k rychlému nárůstu počtu obyvatel, který se během 40 let téměř ztrojnásobil.

## Hospodářství
Až do poloviny 20. století bylo Saint-George převážně zemědělskou obcí. Zemědělství hraje i dnes důležitou roli jako zdroj obživy obyvatelstva, přičemž chov dobytka (zejména dojnic) převažují nad zemědělstvím. Další pracovní příležitosti jsou k dispozici v místních malých podnicích a především v sektoru služeb. V Saint-George se nachází sídlo Nadace na ochranu řemeslného dědictví (Fondation pour la sauvegarde du patrimoine artisanal). V posledních desetiletích se obec díky své atraktivní poloze rozvinula v rezidenční obec. V důsledku toho mnoho pracujících dojíždí za prací do větších měst podél Ženevského jezera.

## Doprava
Obec leží na kantonální silnici vedoucí z Aubonne přes Gimel a průsmyk Col du Marchairuz do údolí Vallée de Joux. Saint-George je napojeno na síť veřejné dopravy prostřednictvím linky Postbusu z Nyonu.